# Kiss Me Quick (chanson)
Kiss Me Quick est une chanson d'Elvis Presley, originellement sortie sur son album Pot Luck en 1962.
La chanson est egalement sortie en single en Europe,. Le single britannique, avec Something Blue sur la face B, a atteint la 14e place dans le hit-parade national.
Aux États-Unis, la chanson est sortie en single beaucoup plus tard, en 1964. Sur l'autre face, il y avait Suspicion.

## Composition
La chanson a été écrite par Doc Pomus et Mort Shuman.

## Histoire
La chanson a été originellement enregistrée par Elvis Presley. Enregistrée par lui avec le Jordanaires le 25 juin 1961, elle sort sur l'album Pot Luck en mai 1962,.